# Timber, Oregon
Timber là một cộng đồng chưa hợp nhất nằm trong quận Washington, Oregon, Hoa Kỳ. Dân số của Timber là 131 người và mã bưu điện của nó là 97144. Nó có 59 đơn vị nhà ở và tổng diện tích mặt đất là 17,45 dặm vuông với mật độ dân số là 7,51 người trên một dặm vuông.